# Resolució 2213 del Consell de Seguretat de les Nacions Unides
La Resolució 2213 del Consell de Seguretat de les Nacions Unides fou adoptada per unanimitat el 27 de març de 2015. El Consell va ampliar el mandat de la Missió de Suport de les Nacions Unides a Líbia durant cinc mesos i mig fins al 15 de setembre de 2015.

## Contingut
El Consell de Seguretat va exigir un alto el foc immediat i incondicional. Va demanar a altres països, i especialment als veïns de Líbia, que animessin les parts de Líbia a participar en les converses dirigides per l'ONU. També se'ls va demanar que complissin estrictament amb l'embargament d'armes contra Líbia.
El mandat de la missió de suport a la UNSMIL es va ampliar fins al 15 de setembre de 2015. La prioritat de la missió es va desplaçar a donar suport al procés polític i els acords de seguretat.
A més, la mesura que permetia als Estats membres inspeccionar els vaixells sospitosos d'exportar il·legalment el petroli libi es va ampliar fins al 31 de març de 2016. El grup d'experts que supervisava les sancions contra Líbia es va ampliar fins al 30 d'abril de 2016.